# Feel Me
"Feel Me" é uma canção da cantora americana Selena Gomez, contida na versão de vinil e deluxe do seu terceiro álbum de estúdio Rare (2020). A faixa foi lançada como single promocional em 21 de fevereiro de 2020.

## Créditos
Créditos adaptados do Tidal.
- Selena Gomez - vocal, backing vocal, compositora
- Phil Phever - produtor, compositor, produtor vocal, programador, backing vocal, baixo, teclado
- J. Mills - produtor, compositor
- Kurtis McKenzie - produtor, compositor
- Ammar Malik - compositor, vocal de apoio
- Ross Golan - compositor, vocal de apoio
- Lisa Scinta - compositora, vocal de apoio
- Jacob Kasher - compositor
- Tony Maserati - misturadora
- Najeeb Jones - assistente de mixagem
- Chris Gehringer - engenheiro de masterização
- Will Quinnell - engenheiro de masterização

## Desempenho nas tabelas musicas
| Tabela musical (2020)                       | Melhor posição |
| ------------------------------------------- | -------------- |
| Alemanha (Official German Charts)           | 63             |
| Áustria (Ö3 Austria Top 40)                 | 49             |
| Canadá (Canadian Hot 100)                   | 56             |
| Escócia (Scottish Singles and Albums Chart) | 43             |
| Eslováquia (Singles Digitál Top 100)        | 34             |
| Estados Unidos (Billboard Hot 100)          | 98             |
| Estados Unidos (Rolling Stone Top 100)      | 76             |
| Estónia (Eesti Tipp-40)                     | 35             |
| França (SNEP)                               | 175            |
| Grécia (IFPI)                               | 51             |
| Hungria (Stream Top 40)                     | 24             |
| Irlanda (IRMA)                              | 42             |
| Noruega (VG-lista)                          | 32             |
| Nova Zelândia Hot Singles (RMNZ)            | 2              |
| Países Baixos (Single Top 100)              | 90             |
| Polónia (Polish Airplay Top 100)            | 25             |
| Portugal (AFP)                              | 78             |
| Reino Unido (UK Singles Chart)              | 89             |
| Chéquia (Singles Digitál Top 100)           | 44             |
| Suécia (Sverigetopplistan)                  | 71             |
| Suíça (Schweizer Hitparade)                 | 39             |

## Históricos de lançamentos
| Local     | Data                    | Formato(s)                 | Gravadora  | Ref.   |
| --------- | ----------------------- | -------------------------- | ---------- | ------ |
| Vários    | 21 de fevereiro de 2020 | Download digital streaming | Interscope | [ 28 ] |
| Austrália | 24 de fevereiro de 2020 | rádios mainstream          | Universal  | [ 29 ] |